# Blackbird (opera teatrale)
Blackbird è un’opera teatrale del drammaturgo scozzese David Harrower, debuttata ad Edimburgo nel 2005. Ispirata al caso del marine Toby Studebaker, processato e condannato per aver intrattenuta una relazione con una undicenne, la pièce racconta di Una e del suo tentativo di affrontare l’uomo che, quindici anni prima, aveva abusato di lei a dodici anni.

## Trama
Il cinquantacinquenne Ray riceve una visita al suo posto di lavoro dalla ventisettenne Una. Quindici anni prima, i due erano coinvolti in una relazione emotiva e sessuale per tre mesi, quando Una aveva 12 anni e Ray 40; successivamente, Ray è stato processato e condannato a tre anni di carcere per il suo crimine. La relazione tra i due era stata scoperta durante un weekend al mare, in cui i due avevano finalmente consumato il loro “amore”; resosi conto del crimine, Ray era fuggito, lasciando Una adolescente sola e in lacrime, libera nella cittadina in cerca dell’uomo che amava. Una coppia aveva trovato la ragazza e chiamato la polizia, portando all’arresto di Ray.
Dopo essersi ricostruito una vita e una carriera con un altro nome, Ray è stato rintracciato da Una, che aveva riconosciuto il vecchio amore da una foto su un giornale. Una non riesce a venire a capo del trauma subito, né riesce a conciliare quello che era il sentimento che provava per l’uomo con quello che era senza ombra di dubbio gli abusi su minore da parte di un quarantenne. A quindici anni di distanza, nessuno dei due riesce a interpretare o trovare un senso in quello che è successo tra loro e la rabbia, il rammarico e la distruzione che Ray ha (o, secondo l’uomo, hanno) causato.

## Produzioni
Peter Stein diresse la prima della pièce, che debuttò all’Edinburgh International Festival nel 2005, prima di essere riproposta nel West End di Londra il febbraio successivo, con Roger Allam e Jodhi May nel ruolo dei due protagonisti. Il dramma vinse il Premio Laurence Olivier alla migliore nuova opera teatrale.
Nella primavera del 2007 Joe Mantello diresse la prima americana, in scena an Manhattan Theatre Club di New York con Jeff Daniels ed Alison Pill. Il debutto a Broadway avverrà nove anni più tardi, nel 2016, in una produzione rimasta in cartellone per 198 repliche al Belasco Theatre con Michelle Williams nel ruolo di Una e Jeff Daniels nuovamente in quello di Ray.
La prima rappresentazione italiana è stata presentata nel 2011 al Teatro Studio Expo di Milano, nella traduzione di Alessandra Serra, regia di Lluís Pasqual, interpretato da Massimo Popolizio e Anna Della Rosa.
Altre produzioni andarono in scena anche in India, Spagna e Danimarca.

## Adattamento cinematografico
Nel 2016 Benedict Andrews ha diretto un adattamento cinematografico del dramma, Una, con Rooney Mara e Ben Mendelshohn nella parte dei due protagonisti, mentre nuove parti furono aggiunte e interpretare da Riz Ahmed, Indira Varma, Tara Fitzgerald, Tobias Menzies, Isobelle Molloy e Natasha Little.